# Parajapyx isabellae
Parajapyx isabellae är en urinsektsart som först beskrevs av Giovanni Battista Grassi 1886.  Parajapyx isabellae ingår i släktet Parajapyx och familjen Parajapygidae.

## Underarter
Arten delas in i följande underarter:
- P. i. azteca
- P. i. isabellae